# Acción Republicana (Chile)
Acción Republicana fue un partido político chileno de ideología nacionalista y corporativista existente entre 1936 y 1941.

## Historia
Fue fundado el 18 de diciembre de 1936 a raíz de la fusión de dos partidos que tenían semejanzas en sus postulados: la Acción Nacional y la Unión Republicana —el primero estaba presidido por Eulogio Sánchez Errázuriz, comandante en jefe de la Milicia Republicana, y el segundo, por Benjamín Claro Velasco—.
En las primeras elecciones parlamentarias que afrontó el nuevo partido, en marzo de 1937, solo eligió a dos diputados (con 9802 votos totales), Benjamín Claro Velasco por Santiago y Carlos Ribbeck Hornickel, por Temuco.
En la siguiente elección, en 1941, la Acción Republicana no obtuvo representación en el Congreso Nacional, por tanto fue desapareciendo del sistema de partidos políticos de aquella época, y muchos de antiguos militantes entraron a las filas del Partido Radical.

## Organización y principios
La organización del partido se hizo a base de núcleos y grupos provinciales. La dirección la asumió un Consejo supremo, un Directorio general y un presidente ejecutivo.
En su programa e ideario político destacan las ideas de apoyo al sufragio femenino y a la incorporación de la mujer a la vida política; además planteaba el rechazo a los gobiernos dictatoriales, el reemplazo del voto universal por uno proporcional. Repudiaban la idea de la lucha de clases, propugnaban la seguridad en el trabajo y una equitativa remuneración para todos, sustentada en la estabilidad del valor de la moneda.

## Resultados electorales

### Elecciones parlamentarias
| Elección | Votos  | % de votos      | Diputados |
| -------- | ------ | --------------- | --------- |
| 1937     | 9802   | \| \| 2,38 % \| | 2/146     |
|          | 2,38 % |                 |           |

### Elecciones municipales
| Elección | Votos  | % de votos      | Regidores |
| -------- | ------ | --------------- | --------- |
| 1938     | 8208   | \| \| 1,69 % \| | 6/1485    |
|          | 1,69 % |                 |           |